# 산요스마역
산요스마역(일본어: 山陽須磨駅, さんようすまえき)은 일본 효고현 고베시 스마구 스마우라도리 5초메에 있는 산요 전기철도 본선의 역이다. 역 번호는 SY 06이다.
모든 열차가 정차하고, 일부는 완급 접속이 이루어지고 있다.

## 역사
- 1910년 3월 15일: 효고 전기궤도의 스마 종점역으로 영업 개시.
- 1912년
  - 7월: 현재지로 이전하여 스마역으로 역명 변경.
  - 7월 11일: 효고 전기궤도가 이치노타니 역까지 연장.
- 1913년 5월 11일: 효고 전기 궤도가 이치노타니 역에서 시오야 역(현재의 산요시오야 역)까지 연장됨.
- 1917년 4월 12일: 스마에키마에역으로 역명 변경.
- 1927년 4월 1일: 우지가와 전기에 의한 합병으로 본 회사의 역이 됨.
- 1933년 6월 6일: 우지가와 전기철도 부문이 분리되어 산요 전기철도의 역이 됨.
- 1943년: 전철 스마 역으로 역명 변경.
- 1945년 2월 1일: 상행선만 고가화.
- 1947년
  - 2월 6일: 하행선 이전 및 고가화.
  - 8월: 상하 부본선과 회차선이 설치되어 고가화 완성.
- 1957년 9월: 특급 정차역이 됨.
- 1967년 11월: 승강장 유효장 연장.
- 1968년 4월 7일: 고베 고속 철도 개업으로 한신・한큐의 노선 연장 열차의 정차 개시.
- 1969년 4월: 역사 개축.
- 1991년 4월 7일: 산요스마역으로 역명 변경.
- 1995년
  - 1월 17일: 한신・아와지 대지진으로 산요 전철 본선이 불통이 되어, 본 역도 한때 영업 중지.
  - 4월 9일: 스마데라 ~ 당역 간 재개에 따라 영업 재개.
  - 4월 19일: 당역 ~ 스마우라코엔 간 운행 재개.
- 1998년 2월 15일: 한큐의 열차가 신카이치 이동까지, 본 역 연결 운행 중지.

## 역 구조
섬식 승강장 2면 4선의 고가역이다. 개찰구와 대합실은 1층에 있고, 2층 플랫폼의 고베 방향에서 통한다. 개찰구는 1곳만 있다.

### 승강장
| 1・2 | ■ 본선(하행) | 아카시・히메지・아보시 방면 |
| 3・4 | ■ 본선(상행) | 고베산노미야・오사카 방면   |

## 역 주변
- 택시 승강장(JR 스마 역 기타구치 앞)
- 스마 해수욕장
- 세키모리이나리 신사
  - 스마노세키모리 흔적
- 겐코지
- 마리스토 국제학교
- 스마우라 초등학교
- 고베 여자 대학 스마 캠퍼스(버스 또는 택시를 이용)
- 효고 현립 어린이 병원(버스 또는 택시를 이용)
- 고베 스마혼마치 우체국
- 서일본여객철도(JR 서일본) 산요 본선(JR 고베 선) 스마역
- 국도 제2호선
- 고베 신용 금고 스마 지점

## 인접역
| 산요 전기철도 ■ 본선                   | 산요 전기철도 ■ 본선                                         | 산요 전기철도 ■ 본선               |
| -------------------------------------- | ------------------------------------------------------------ | ---------------------------------- |
| SY 04 쓰키미야마 우메다・니시다이 방면 | ■ 직통특급                                                   | 산요타루미 SY 11 산요히메지 방면   |
| SY 04 쓰키미야마 우메다・니시다이 방면 | ■ 직통특급(아침 러시아워 하행 및 저녁 러시아워 이후) ■ S특급 | 다키노차야 SY 09 산요히메지 방면   |
| SY 05 스마데라 우메다・니시다이 방면   | ■ 특급 ■ 보통                                                | 스마우라코엔 SY 07 산요히메지 방면 |